# 藤原桜麻呂
藤原 桜麻呂（ふじわら の さくらまろ）は、平安時代初期の貴族。藤原北家、右大臣・藤原内麻呂の四男。

## 経歴
嵯峨朝初頭の弘仁3年（812年）従五位下に叙爵し、のち下総守を務めた。

## 官歴
注記のないものは『日本後紀』による。
- 時期不詳：正六位上
- 弘仁3年（812年） 正月7日：従五位下
- 時期不詳：下総守[1]

## 系譜
『尊卑分脈』による。
- 父：藤原内麻呂
- 母：不詳
- 生母不詳の子女
  - 男子：藤原雄滝
  - 男子：藤原岑主